# Antithamnionella adnata
Espèce
Synonymes
- Antithamnion adnatum (J.Agardh) J.Agardh, 1896[2]

Antithamnionella adnata est une espèce d’algues rouges de la famille des Ceramiaceae.